# USS Defender (MCM-2)
USS Defender (MCM-2) – amerykański trałowiec typu Avenger. Drugi okręt typu wszedł do służby w US Navy w 1989 roku. Wycofany ze służby w 2014 roku.

## Projekt i budowa
Budowa drugiego trałowca typu Avenger rozpoczęła się w stoczni Marinette Marine Corp w Marinette w stanie Wisconsin 1 grudnia 1983 roku. Wodowanie miało miejsce 4 kwietnia 1987 roku, wejście do służby 30 września 1989 roku . Po wejściu do służby w maju i czerwcu 1990 roku okręt uczestniczył w szkoleniu w rejonie Virginia Capes. Testy i wdrażanie systemów okrętowych do służby przeciągnęły się do 1991 roku .
Kadłub okrętu został zbudowany z drewna (dla zmniejszenia pola magnetycznego) pokrytego laminatem poliestrowo-szklanym. Również silniki wybierano biorąc pod uwagę własności magnetyczne i akustyczne.

## Służba

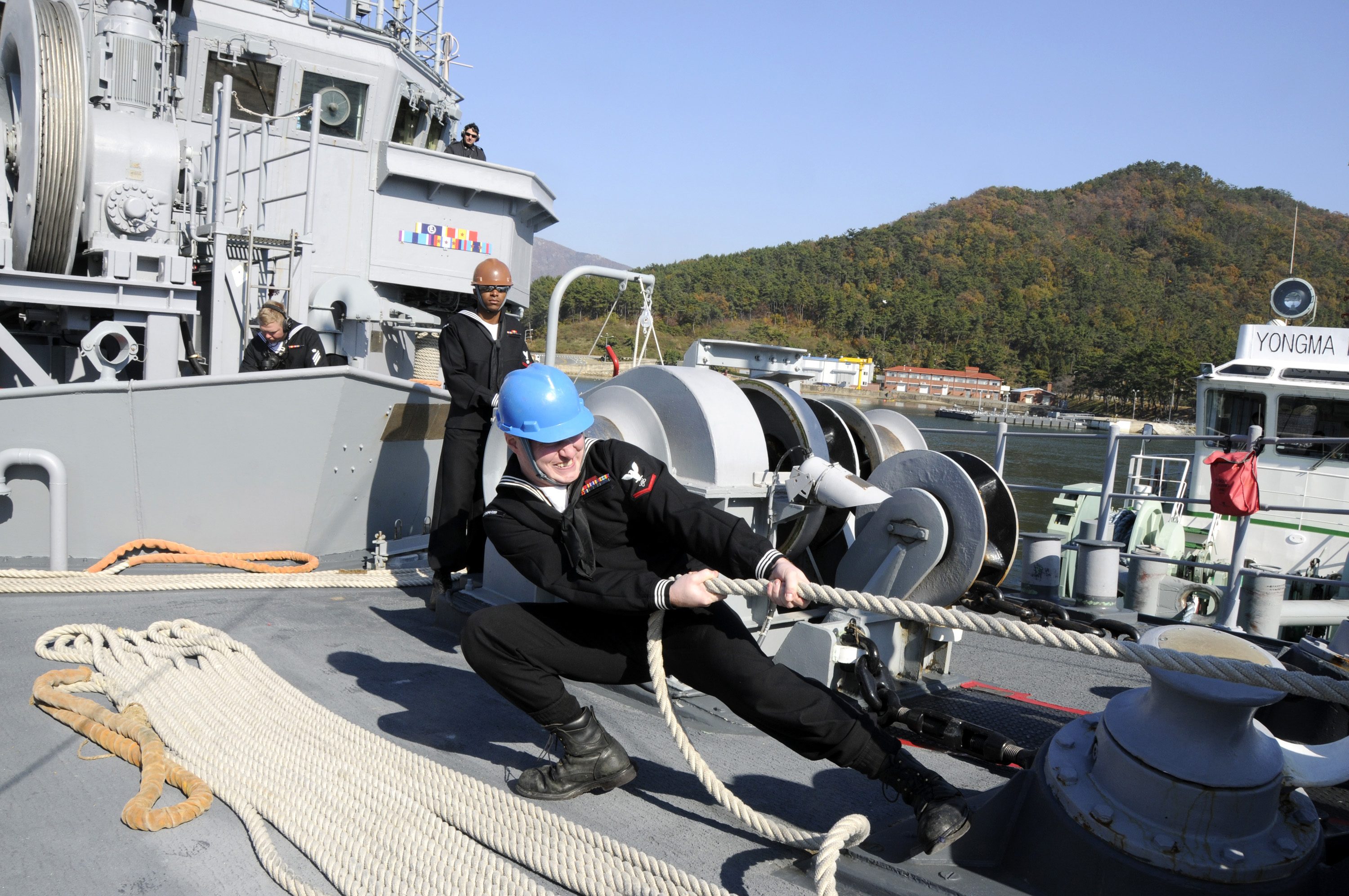
Jeden z marynarzy USS „Defender”

Pierwszą misją USS „Defender” było przydzielenie do rejonu działania VI Floty 16 lutego 1993 roku. W tym czasie okręt był intensywnie wykorzystywany podczas ćwiczeń i manewrów morskich. Podczas trwającej pół roku misji okręt odwiedził m.in. porty w Portugalii, Francji i Danii . 18 marca 1996 roku okręt uczestniczył w akcji ratunkowej tonącej jednostki, podczas której uratował 8 osób. Pomiędzy 25 a 29 marca brał udział w akcji poszukiwawczej, w rejonie Zatoki Meksykańskiej, w związku z katastrofą należącego do US Navy samolotu T-44 w której zginęły 3 osoby .
2 czerwca 2009 roku „Defender” został rozładowany z pokładu ciężarowca „Condock IV” w rejonie bazy Sasebo, rozpoczynając tym samym swoje działanie w rejonie Pacyfiku .
Okręt został wycofany ze służby 1 października 2014 roku.